# Tĩnh Gia
Tĩnh Gia là một phường thuộc tỉnh Thanh Hóa, Việt Nam.
Được thành lập ngày 16 tháng 6 năm 2025 trên cơ sở các xã, phường Hải Hòa, Hải Nhân, Bình Minh, Hải Thanh của thị xã Nghi Sơn, phường Tĩnh Gia chính thức hoạt động từ ngày 1 tháng 7 năm 2025.

## Địa lý
Phường Tĩnh Gia nằm ở phía nam đường bờ biển tỉnh Thanh Hóa, án ngữ phía bắc cửa biển Lạch Bạng, có vị trí địa lý:
- Phía đông giáp vịnh Bắc Bộ
- Phía nam giáp phường Hải Bình
- Phía tây giáp phường Đào Duy Từ
- Phía bắc giáp phường Hải Lĩnh

Phường Tĩnh Gia có diện tích tự nhiên 32,18 km², quy mô dân số năm 2024 là 58.583 người, mật độ dân số đạt 1.820 người/km².

## Lịch sử
Địa giới hành chính phường Tĩnh Gia trước đây vốn là các xã, phường Hải Hòa, Hải Nhân, Bình Minh, Hải Thanh, nằm ở trung tâm thị xã Nghi Sơn.
Ngày 16 tháng 6 năm 2025, thị xã Nghi Sơn bị giải thể do bỏ cấp huyện; phường Tĩnh Gia được thành lập theo Nghị quyết số 1686/NQ-UBTVQH15 của Ủy ban Thường vụ Quốc hội trên cơ sở sáp nhập toàn bộ diện tích tự nhiên và quy mô dân số của 3 phường Hải Hòa, Bình Minh, Hải Thanh cùng xã Hải Nhân.
Phường này chính thức hoạt động từ ngày 1 tháng 7 năm 2025, là đơn vị hành chính trực thuộc tỉnh Thanh Hóa.

## Hành chính
Phường Tĩnh Gia có 38 tổ chức tự quản. Dưới đây là danh sách các tổ chức tự quản theo địa giới từng xã, phường cũ:
| Mã    | Tên xã/phường | Hành chính               | Hành chính |
| Mã    | Tên xã/phường | Số lượng                 | Danh sách |
| ----- | ------------- | ------------------------ | --- |
| 16561 | Hải Hòa       | 8 tổ dân phố, 6 tiểu khu | Các tổ dân phố: Đông Hải, Giang Sơn, Nhân Hưng, Tân Hòa, Tiền Phong, Trung Chính, Vinh Tiến, Xuân Hòa; các tiểu khu được đánh số từ 1 đến 6 |
| 16612 | Hải Nhân      | 10 thôn                  | Bắc Hải, Bắc Sơn, Đồng Tâm, Khánh Vân, Nhân Sơn, Sơn Hậu, Thượng Bắc, Thượng Nam, Văn Nhân, Xuân Sơn                                        |
| 16618 | Bình Minh     | 7 tổ dân phố             | Đông Tiến, Phú Minh, Quý Hải, Sơn Hải, Thanh Đông, Thanh Khánh, Yên Cầu                                                                     |
| 16621 | Hải Thanh     | 7 tổ dân phố             | Quang Minh, Thanh Đông, Thanh Đình, Thanh Nam, Thanh Xuyên, Thượng Hải, Xuân Tiến                                                           |